# Ясикявичюс, Шарунас

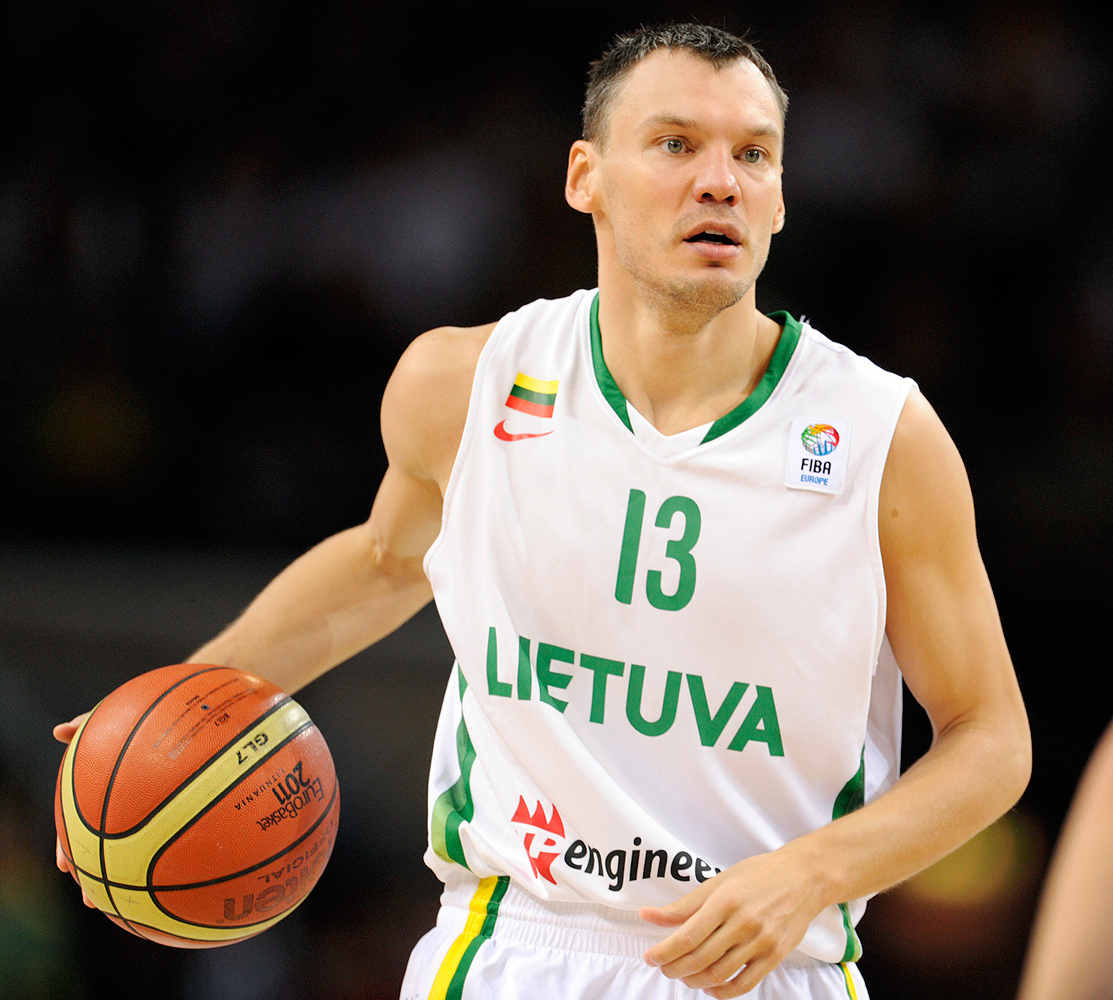

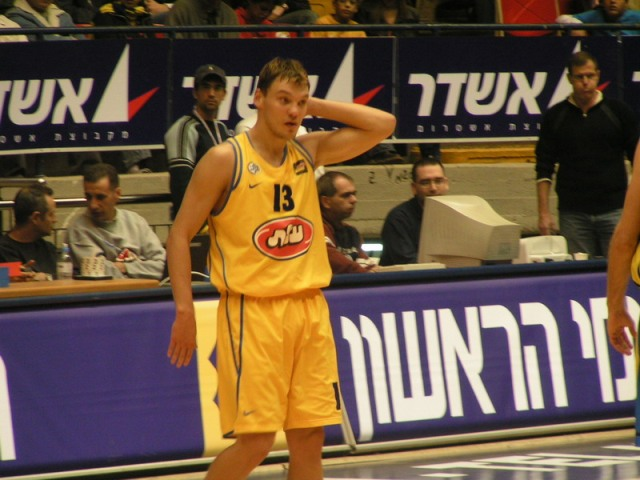
В составе «Маккаби» Тель-Авив

Шару́нас Ясикя́вичюс (лит. Šarūnas Jasikevičius; род. 5 марта 1976 года, Каунас, СССР) — литовский профессиональный баскетболист и тренер, игравший разыгрывающего защитника. В настоящий момент тренирует клуб «Фенербахче».

## Биография

### Ранние годы
Ясикявичюс родом из Литвы, но провёл 10 лет в США. Учился в школе Solanco High School в Пенсильвании.

### Карьера в колледже
Ясикявичюс выступал за команду Университета Мэрилэнда «Мэриленд Террапинс». Играл на позиции атакующего защитника, однако впоследствии, в профессиональной карьере, переквалифицировался в разыгрывающего защитника. В первые два года университетской карьеры он получал немного игрового времени, так как на его позиции выступали Дуэйн Симпкинс, Джонни Родс и Эксри Хипп. На второй год он улучшил игру в пас и игру в защите. Его средние показатели результативности в последние годы в университете составляли 13 очков и 4 результативных передачи за игру.

### Клубная карьера
Ясикявичюс дебютировал в качестве профессионального игрока в 1998 году в составе команды «Летувос Ритас» из Вильнюса со средними показателями результативности 18,0 очков и 5,4 передачи. В следующем сезоне он перешёл в клуб «Олимпия» (Любляна, Словения) и выиграл Чемпионат Словении по баскетболу. Средние показатели результативности за сезон опустились до 9,3 очка и 3,4 передачи за игру.
Следующие три сезона Ясикявичюс провёл, выступая за «Барселону», и выиграл Евролигу в 2003 году. Он играл в стартовой пятерке и набирал в среднем за игру по 13,4 очка и 3,2 передачи. Он также привёл команду к двум победам в Испанской лиге и Испанском королевском кубке.
В составе клуба «Маккаби» (Тель-Авив) Ясикявичюс стал в 2004 и 2005 годах двукратным победителем Евролиги. Также дважды он выиграл с «Маккаби» первенство и Кубок Израиля.
В июле 2005 года Ясикявичюс подписал контракт с клубом НБА «Индиана Пэйсерс». Сумма контракта составила 12 миллионов долларов за три года. За полтора сезона Ясикявичюс провёл за «Индиану» 112 игр (16 из них в стартовом составе), в среднем набирая за игру 7,3 очка и 3 передачи.
17 января 2007 года «Пэйсерс» передали Ясикявичюса «Голден Стэйт Уорриорз» в рамках масштабной сделки, в которой с каждой стороны участвовали по четыре игрока. В новом клубе Ясикявичюс не вписался в ротацию. Он сыграл за «Уорриорз» 26 игр, проводя на площадке в среднем только около 12 минут и набирая 4,3 очка и 2,3 передачи. В результате контракт был расторгнут в сентябре того же года.
25 сентября 2007 года Ясикявичюс подписал контракт с афинским клубом «Панатинаикос». Сумма контракта составляла 7 миллионов евро на два года. В 2009 году он снова стал победителем Евролиги, теперь в составе «Панатинаикоса», став таким образом первым игроком в истории Евролиги, выигравшим этот трофей с тремя разными клубами. Он также выиграл с «Панатинаикосом» два чемпионата и два Кубка Греции. В 2009 году он продлил контракт с «Панатинаикосом» ещё на два года.
В ноябре 2010 года Шарунас Ясикявичюс вернулся в литовский баскетбол, подписав контракт с клубом «Летувос Ритас». Однако уже в январе 2011 года он перешёл в турецкий «Фенербахче-Улкер». А с сентября 2011 года Шарунас вновь выступает за «Панатинаикос».
Несмотря на слухи о том, что игрок может присоединиться к «Жальгирису», в июле 2012 года Ясикявичюс вернулся в команду, в которой ранее уже выступал и был известен болельщикам — испанскую «Барселону».

### Выступления за сборную
В составе сборной Литвы Ясикявичюс завоевал бронзовые медали на Олимпиаде 2000 года в Сиднее. В этом турнире он набирал за игру по 14 очков и 5,1 передачи, а самой результативной его игрой стал полуфинальный матч, в котором литовцы уступили сборной США, а сам Ясикявичюс набрал 27 очков. После Олимпиады началась его карьера в «Барселоне».
Ясикявичюс также был лидером сборной Литвы на чемпионате Европы по баскетболу 2003 года, где литовцы стали чемпионами. Он был признан MVP (самым ценным игроком) турнира со средним результатом 14 очков и 8,2 результативных передачи за игру.
В чемпионате Европы 2007 года Ясикявичюс помог сборной Литвы завоевать третье место. Его средний результат был 10,4 очка и 5,6 передач за игру, а лучший матч он провёл против турецкой сборной, набрав 18 очков.

### Тренерская карьера
По окончании карьеры игрока в «Жальгирисе» вошёл в тренерский штаб клуба, и уже в 2016 году возглавил команду. В 2018 году вывел в «Финал четырёх» Евролиги 2018 года.
Летом 2020 года возглавил «Барселону».
В декабре 2023 года покинул пост главного тренера «Барселоны» возглавил турецкий «Фенербахче».

## Награды и звания

### Клубная карьера
- Чемпионат Словении (2000)
- Чемпионат Испании — 2 (2001, 2003)
- Кубок Испании — 2 (2001, 2003)
- Чемпионат Израиля — 2 (2004, 2005)
- Кубок Израиля — 2 (2004, 2005)
- Чемпионат Греции — 2 (2008, 2009)
- Кубок Греции — 2 (2008, 2009)
- Евролига — 4 (2003, 2004, 2005, 2009)
- MVP финала чемпионата Испании (2003)
- «Игрок года» в Европе (2003)
- MVP Финала четырёх Евролиги (2005)

### В национальной сборной
- Олимпийские игры 2000 года — бронзовый призёр
- Чемпионат Европы 2003 года — чемпион
- Чемпионат Европы 2003 года — MVP
- Чемпионат Европы 2007 года — бронзовый призёр

### Тренер
- Чемпионат Литвы 2015, 2016, 2017, 2018 — чемпион
- Евролига 2018 — 3 место
- Кубок Испании 2021 — победитель Чемпионат Испании по баскетболу 2022-2023 — чемпион

### Гражданские награды
- Командор Креста Ордена Великого князя Литовского Гядиминаса (2001)
- Кавалер Большого креста ордена «За заслуги перед Литвой» (2003)
- Гранд-офицер Большого креста Ордена Великого князя Литовского Гядиминаса (2007)
- Кавалер Большого креста Ордена Великого князя Литовского Гядиминаса (2018)
- Почётный гражданин Каунаса (2018)[19]

## Личная жизнь
Младший брат Шарунаса, Витянис Ясикявичюс, тоже профессионально играл в баскетбол в 2004—2014 годах.
В 2006 году Ясикявичюс женился на израильтянке Линор Абарджиль, Мисс мира 1998 года. Через полтора года они развелись.
Cейчас Шарунас женат на гречанке по имени Анна Доука, с которой воспитывают дочь Айла и сына Лукаса.

## Статистика

### Статистика в НБА
| Сезон                                                                                    | Команда      | Регулярный сезон | Регулярный сезон | Регулярный сезон | Регулярный сезон | Регулярный сезон | Регулярный сезон | Регулярный сезон | Регулярный сезон | Регулярный сезон | Регулярный сезон | Регулярный сезон | Серия плей-офф | Серия плей-офф | Серия плей-офф | Серия плей-офф | Серия плей-офф | Серия плей-офф | Серия плей-офф | Серия плей-офф | Серия плей-офф | Серия плей-офф | Серия плей-офф |
| Сезон                                                                                    | Команда      | GP               | GS               | MPG              | FG%              | 3P%              | FT%              | RPG              | APG              | SPG              | BPG              | PPG              | GP             | GS             | MPG            | FG%            | 3P%            | FT%            | RPG            | APG            | SPG            | BPG            | PPG            |
| ---------------------------------------------------------------------------------------- | ------------ | ---------------- | ---------------- | ---------------- | ---------------- | ---------------- | ---------------- | ---------------- | ---------------- | ---------------- | ---------------- | ---------------- | -------------- | -------------- | -------------- | -------------- | -------------- | -------------- | -------------- | -------------- | -------------- | -------------- | -------------- |
| 2005/06                                                                                  | Индиана      | 75               | 15               | 20,8             | 39,6             | 36,4             | 91,0             | 2,0              | 3,0              | 0,5              | 0,1              | 7,3              | 6              | 0              | 11,0           | 36,8           | 22,2           | 50,0           | 1,0            | 1,0            | 0,0            | 0,2            | 2,8            |
| 2006/07                                                                                  | Индиана      | 37               | 1                | 17,9             | 41,2             | 37,2             | 92,2             | 1,3              | 3,0              | 0,4              | 0,0              | 7,4              | Не участвовал  | Не участвовал  | Не участвовал  | Не участвовал  | Не участвовал  | Не участвовал  | Не участвовал  | Не участвовал  | Не участвовал  | Не участвовал  | Не участвовал  |
| 2006/07                                                                                  | Голден Стэйт | 26               | 2                | 11,9             | 36,6             | 27,3             | 87,1             | 0,8              | 2,3              | 0,5              | 0,0              | 4,3              | 4              | 0              | 1,5            | 0,0            | 0,0            | 50,0           | 0,0            | 0,5            | 0,0            | 0,0            | 0,3            |
|                                                                                          | Всего        | 138              | 18               | 18,3             | 39,7             | 35,5             | 90,8             | 1,6              | 2,9              | 0,5              | 0,0              | 6,8              | 10             | 0              | 7,2            | 35,0           | 22,2           | 50,0           | 0,6            | 0,8            | 0,0            | 0,1            | 1,8            |
| Наведите курсор мыши на аббревиатуры в заголовке таблицы, чтобы прочесть их расшифровку. |              |                  |                  |                  |                  |                  |                  |                  |                  |                  |                  |                  |                |                |                |                |                |                |                |                |                |                |                |

### Статистика в других лигах
| Сезон                                                                                   | Команда             | Лига              | GP  | GS  | MPG  | FG%  | 3P%  | FT%   | RPG | APG | SPG | BPG | PPG  |  |
| 2000/01                                                                                 | Барселона           | Евролига          | 9   | 9   | 28,2 | 39,8 | 32,7 | 90,0  | 2,3 | 5,6 | 1,0 | 0,1 | 14,0 |  |
| 2001/02                                                                                 | Барселона           | Евролига          | 10  | 9   | 24,7 | 48,7 | 41,3 | 85,0  | 2,0 | 3,3 | 0,8 | 0,2 | 11,2 |  |
| 2002/03                                                                                 | Барселона           | Евролига          | 21  | 17  | 26,4 | 42,3 | 37,8 | 95,9  | 1,8 | 3,2 | 0,7 | 0,0 | 13,4 |  |
| 2003/04                                                                                 | Маккаби (Тель-Авив) | Евролига          | 21  | 20  | 29,7 | 47,7 | 44,8 | 92,5  | 1,6 | 4,8 | 0,7 | 0,0 | 16,0 |  |
| 2004/05                                                                                 | Маккаби (Тель-Авив) | Евролига          | 24  | 23  | 31,7 | 43,2 | 39,9 | 94,1  | 2,7 | 5,3 | 0,9 | 0,1 | 15,7 |  |
| 2007/08                                                                                 | Панатинаикос        | Евролига          | 20  | 5   | 23,5 | 48,5 | 40,8 | 93,8  | 1,7 | 2,9 | 0,7 | 0,0 | 13,2 |  |
| 2008/09                                                                                 | Панатинаикос        | Евролига          | 22  | 4   | 20,1 | 45,0 | 38,9 | 88,6  | 1,5 | 3,0 | 0,6 | 0,1 | 9,6  |  |
| 2009/10                                                                                 | Панатинаикос        | Евролига          | 7   | 0   | 15,8 | 40,0 | 0,0  | 70,0  | 1,1 | 2,1 | 0,3 | 0,0 | 4,4  |  |
| 2010/11                                                                                 | Все клубы           | Все лиги          | 12  | 1   | 17,4 | 42,4 | 37,5 | 87,5  | 1,2 | 2,9 | 0,2 | 0,0 | 6,1  |  |
| 2010/11                                                                                 | Летувос Ритас       | Евролига          | 6   | 0   | 19,4 | 43,8 | 37,5 | 90,9  | 1,3 | 4,3 | 0,2 | 0,0 | 7,3  |  |
| 2010/11                                                                                 | Фенербахче          | Евролига          | 6   | 1   | 15,4 | 40,7 | 37,5 | 80,0  | 1,0 | 1,5 | 0,2 | 0,0 | 4,8  |  |
| 2011/12                                                                                 | Все клубы           | Все лиги          | 56  | 6   | 16,2 | 52,0 | 43,3 | 82,9  | 1,0 | 2,9 | 0,4 | 0,1 | 7,8  |  |
| 2011/12                                                                                 | Панатинаикос        | Чемпионат Греции  | 35  | 5   | 16,6 | 52,2 | 46,2 | 81,5  | 0,8 | 3,1 | 0,3 | 0,1 | 8,2  |  |
| 2011/12                                                                                 | Панатинаикос        | Евролига          | 21  | 1   | 15,4 | 51,7 | 38,5 | 87,5  | 1,3 | 2,5 | 0,5 | 0,0 | 7,2  |  |
| 2012/13                                                                                 | Все клубы           | Все лиги          | 65  | 6   | 13,2 | 42,5 | 35,4 | 96,2  | 0,8 | 1,8 | 0,3 | 0,1 | 5,2  |  |
| 2012/13                                                                                 | Барселона           | Чемпионат Испании | 32  | 2   | 12,2 | 41,0 | 36,5 | 98,0  | 0,8 | 1,8 | 0,3 | 0,1 | 5,8  |  |
| 2012/13                                                                                 | Барселона           | Евролига          | 31  | 4   | 14,6 | 45,0 | 34,0 | 93,3  | 0,8 | 2,0 | 0,3 | 0,1 | 4,9  |  |
| 2012/13                                                                                 | Барселона           | Кубок Испании     | 2   | 0   | 6,2  | 0,0  | 0,0  | 0,0   | 0,0 | 0,5 | 0,0 | 0,0 | 0,0  |  |
| 2013/14                                                                                 | Все клубы           | Все лиги          | 44  | 3   | 17,2 | 42,5 | 40,0 | 98,1  | 1,2 | 3,1 | 0,4 | 0,0 | 7,2  |  |
| 2013/14                                                                                 | Жальгирис           | Чемпионат Литвы   | 24  | 2   | 17,5 | 43,8 | 39,5 | 96,9  | 1,3 | 3,2 | 0,3 | 0,0 | 7,6  |  |
| 2013/14                                                                                 | Жальгирис           | Евролига          | 20  | 1   | 16,8 | 40,9 | 40,4 | 100,0 | 1,1 | 3,1 | 0,4 | 0,1 | 6,7  |  |
|                                                                                         |                     | Всего             | 311 | 103 | 19,9 | 45,3 | 39,3 | 92,1  | 1,4 | 3,1 | 0,5 | 0,1 | 9,3  |  |
| Наведите курсор мыши на аббревиатуры в заголовке таблицы, чтобы прочесть их расшифровку |                     |                   |     |     |      |      |      |       |     |     |     |     |      |  |